# Colettijnenhof
De Colettijnenhof is een straat in Brugge.

## Beschrijving
In 1460 schonk Lodewijk van Gruuthuse grond in de buurt van de Katelijnepoort om er een klooster van clarissen te bouwen, in navolging van de heilige Coleta. Het werd in 1477 ingewijd in aanwezigheid van Margaretha van York, Maria van Bourgondië en Maximiliaan van Oostenrijk.
Generaties kloosterzusters sleten er hun godvruchtige leven, af en toe onderbroken door externe troebelen, zoals de godsdienstoorlog die ze in 1581 uit hun klooster verjoeg.
In 1783 kwam een einde aan het klooster door het algemeen opheffingsdecreet van keizer Jozef II. De kloosterlingen bleven samenwonen in opeenvolgende huizen. Ondertussen werd het klooster afgebroken.
In 1841 werden de zusters in de mogelijkheid gesteld de vroegere kloostergrond terug te kopen en er een nieuwe abdij te bouwen. Een van de abdissen, Julie Berlamont (1799-1871), maakte van het klooster in Brugge een centrum van waaruit dertien Clarissenkloosters werden gesticht.
Tegen het midden van de 20ste eeuw werd het duidelijk dat het klooster de weg van de uitdoving opging. Aangezien geen nieuwe kandidaten zich aanmeldden, verminderde stilaan het aantal zusters en verouderde de kloosterbevolking. Na een ophefmakende affaire verliet het tiental overgebleven zusters het klooster in 1990, om nooit meer terug te keren.
Ze hadden ondertussen het ganse kloostercomplex verkocht aan een projectontwikkelaar. Na een paar maal van eigenaar te zijn veranderd, werden de kloostergebouwen met de grond gelijk gemaakt en werden 27 huizen gebouwd in een configuratie en een bouwstijl die aan een Begijnhof herinneren. De naam die er aan te geven was, lag voor de hand.
In 2004 werd een beeldje van de heilige Coleta geplaatst aan de toegangspoort. Samen met de naam herinnert het aan het vroegere klooster.
De Colettijnenhof loopt van de Colettijnenstraat tot aan de voetgangersbrug die leidt naar het Minnewaterpark.

## Literatuur

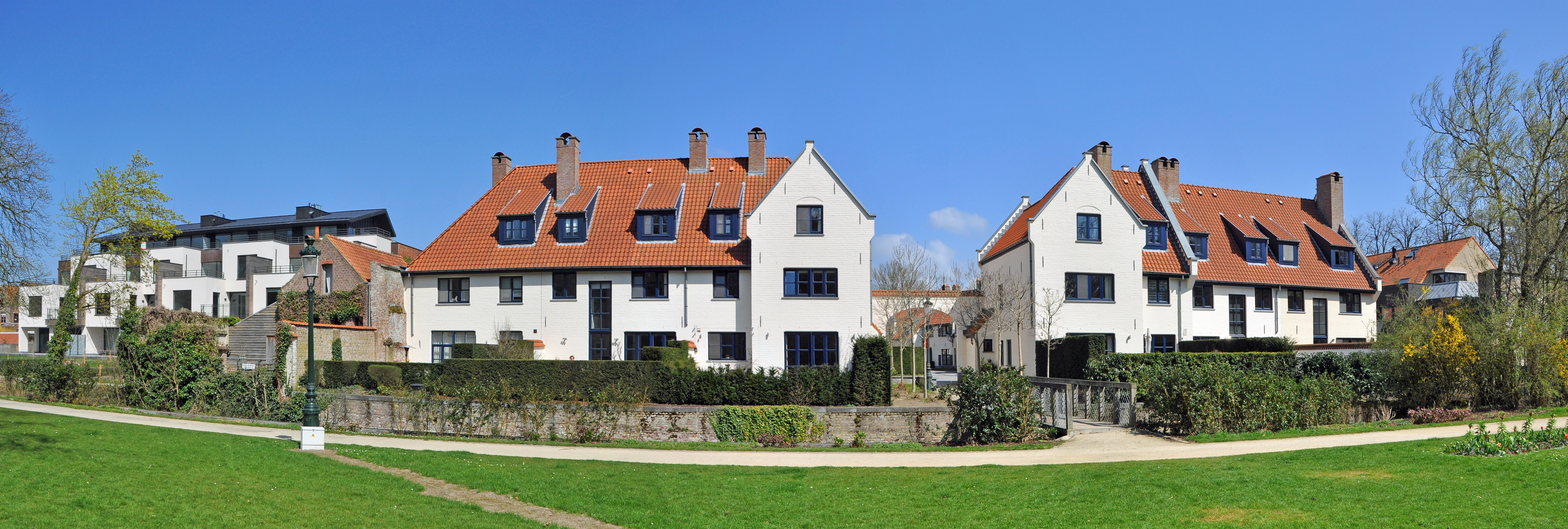
De Colettijnenhof, gezien van uit het Minnewaterpark